# Galium jemense
Galium jemense är en måreväxtart som beskrevs av Karl Theodor Kotschy. Galium jemense ingår i släktet måror, och familjen måreväxter. Inga underarter finns listade i Catalogue of Life.